# Schizothorax molesworthi
 Schizothorax molesworthi és una espècie de peix cipriniforme de la família dels ciprínids.

## Morfologia
Els mascles poden assolir els 20,5 cm de longitud total.

## Distribució geogràfica
Es troba a l'Índia i a la Xina.